# Sugden Ridge
Der Sugden Ridge ist ein Gebirgskamm im westantarktischen Queen Elizabeth Land. In der Patuxent Range der Pensacola Mountains erstreckt er sich in den Thomas Hills. Er ist der südliche zweier parallel verlaufender Gebirgskämme zwischen dem Martin Peak und Mount Warnke. Der andere ist der Clapperton Ridge.
Das UK Antarctic Place-Names Committee benannte ihn 2010. Namensgeber ist der britische Geomorphologe David E. Sugden von der University of Edinburgh, der sich von den 1970er bis zu den 1980er Jahren mit den subantarktischen Inseln und der Antarktischen Halbinsel, von den 1990er bis zu den 2000er Jahren mit dem Transantarktischen Gebirge und den Antarktischen Trockentälern sowie in den 2000er Jahren mit dem Marie-Byrd-Land und dem Weddell-Meer befasst hatte.